# Метьюэн, Энтони Пол, 5-й барон Метьюэн
Энтони Пол Метьюэн, 5-й барон Метьюэн (англ. Anthony Paul Methuen, 5th Baron Methuen; 26 июня 1891 — 21 июня 1975) — британский лорд, капитан Британской армии, архитектор.

## Биография
Второй сын фельдмаршала Великобритании Пола Сэнфорда Метьюэна, 3-го барона Метьюэна и Мэри Этель Сэнофрд, дочери судьи из Сомерсета Уильяма Эшфорда Сэнфорда. Обучался в Веллингтонском колледже в Беркшире и Новом колледже Оксфорда. Служил в полку Шотландской гвардии в годы Первой мировой войны, был ранен. Титул барона принял только в январе 1974 года после смерти своего старшего брата, однако носил его недолго и скончался спустя полтора года.
Лорд Метьюэн в 1920 году женился на Грейс Дёрнинг Холт, старшей дочери сэра Ричарда Дёрнинга Холта (она скончалась в августе 1972 года). В браке родились сыновья Энтони Ричард Пол (умер в детстве), Энтони Джон (6-й барон), Элизабет Пенелопа и Роберт Александр Холт (7-й барон). Титул барона перешёл ко второму сыну, Энтони Джону, после смерти отца.